# Mirtill Makovits
Mirtill Makovits (Dunaújváros, 2004) es una deportista húngara que compite en gimnasia artística. Ganó una medalla de bronce en el Campeonato Europeo de Gimnasia Artística de 2020, en la prueba por equipos.

## Palmarés internacional
| Campeonato Europeo | Campeonato Europeo | Campeonato Europeo | Campeonato Europeo   |
| Año                | Lugar              | Medalla            | Prueba               |
| ------------------ | ------------------ | ------------------ | -------------------- |
| 2020               | Mersin (Turquía)   | Medalla de bronce  | Concurso por equipos |